# Штайнбах (Айхсфельд)
Штайнбах (нім. Steinbach) — громада в Німеччині, розташована в землі Тюрингія. Входить до складу району Айхсфельд. Складова частина об'єднання громад Ляйнеталь.
Площа — 8,48 км2. Населення становить 529 ос. (станом на 31 грудня 2021).

## Галерея

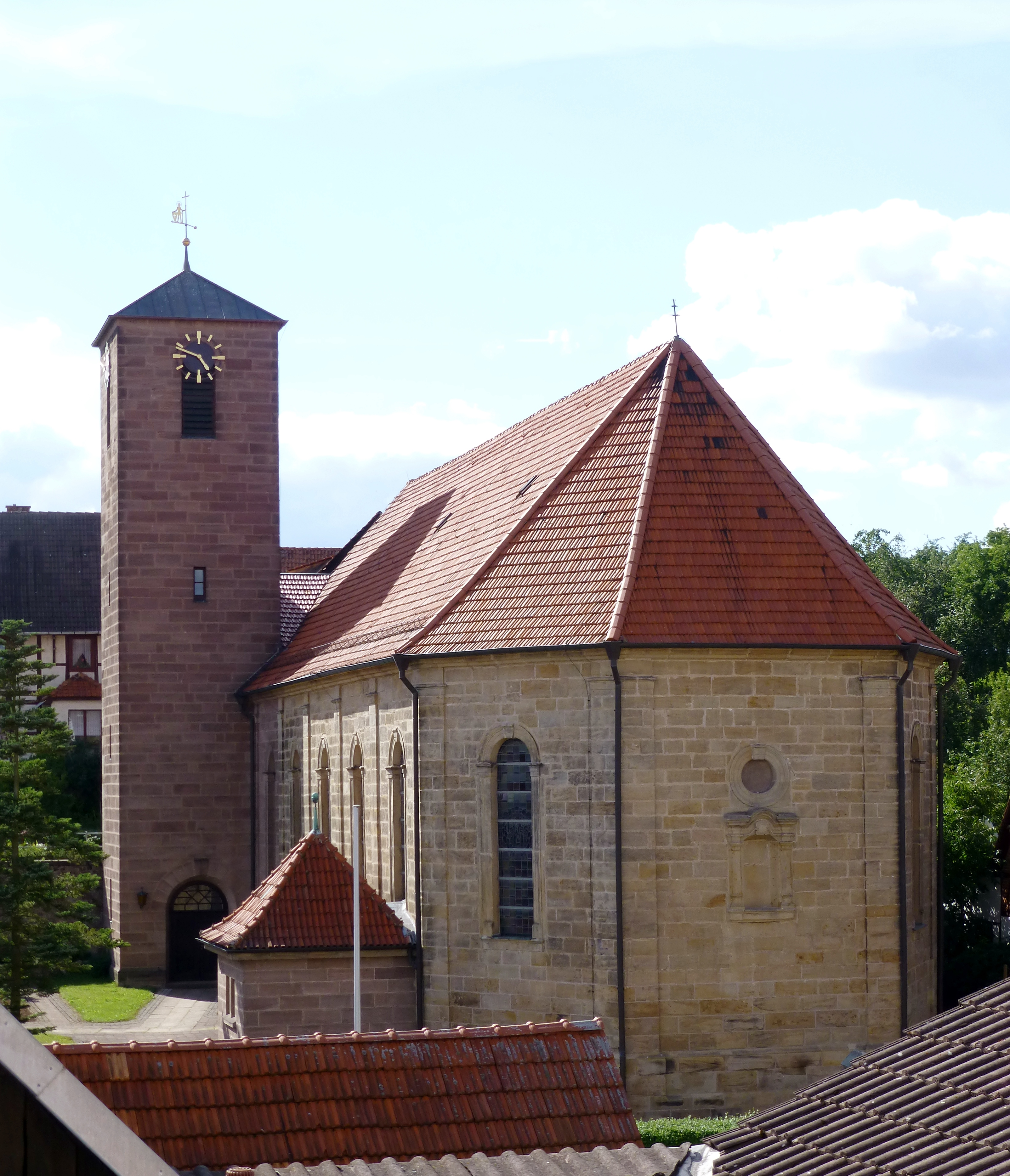
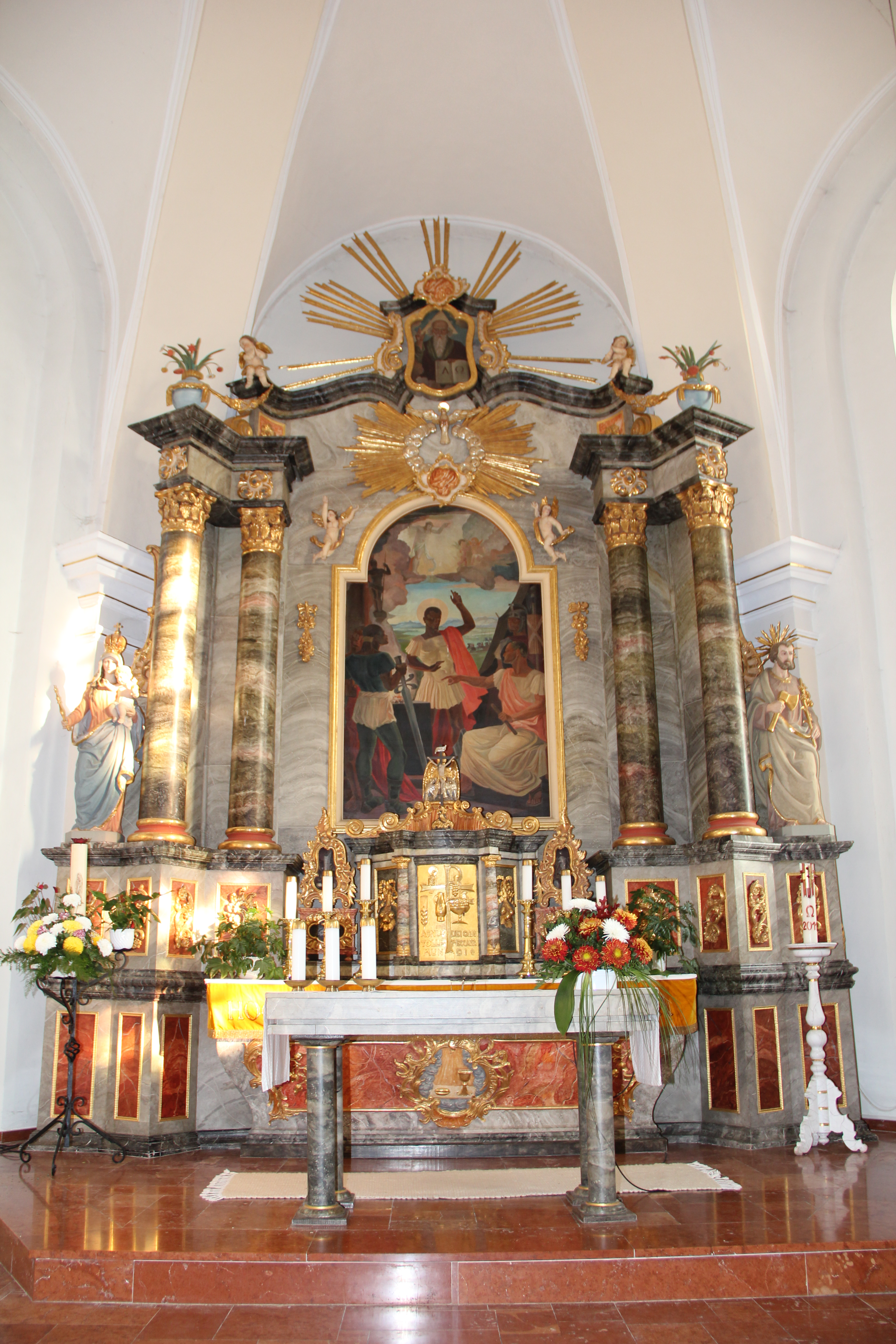